# 1154
Cette page concerne l'année 1154  du calendrier julien. Pour l'année 1154 av. J.-C., voir 1154 av. J.-C.
L'année 1154 est une année commune qui commence un vendredi.

## Événements
- Février : l’ambassadeur de Pise Ranieri Bottacci obtient un traité de commerce du calife fatimide Az-Zafir[1] ; il assure aux Pisans la jouissance d’un fondaco (entrepôt) à Alexandrie et au Caire, la liberté de vendre dans tout le pays après acquittement des taxes et supprime le système ancien de la responsabilité collective qui permettait au pouvoir de sévir contre les compatriotes de tout étranger fautif.
- 16 avril : Al-Faiz, âgé de cinq ans, succède à son père calife fatimide d’Égypte Az-Zafir après son assassinat[1]. Le général fatimide d’origine arménienne Talaï Ibn Rouzzik prend le pouvoir, mais sera assassiné en 1160.
- 18 avril : Nur ad-Din, atabek d’Alep, revient avec ses troupes devant Damas. Mujir ad-Din Abaq envoie un message urgent à Baudouin III, qui n’aura pas le temps d’intervenir[2].
- 25 avril : Nur ad-Din prend Damas aux Turcs seldjoukides. L’assaut final est donné à l’est de la ville, qui tombe sans effusion de sang. Les bourgeois de Damas accueillent Nur ad-Din comme un sauveur et chassent la dynastie des Burides. Mujir ad-Din Abaq et ses proches obtiennent des fiefs dans la région de Homs. Nur ad-Din achève ainsi la réunification de la Syrie musulmane, à l’exception de l’émirat de Chayzar, où la dynastie des Mounqidhites garde encore son autonomie[2].
- 10 mai : le prince d'Antioche Renaud de Châtillon accorde un privilège aux Pisans[1].

### Europe
- Janvier : le géographe arabe Al-Idrissi (né en 1100) achève sa Description du monde, synthèse entre les données de la science grecque et les notions des voyageurs arabes, géographie réalisée pour le roi Roger II de Sicile accompagnée d'une mappemonde[3].
- 5 avril : Guillaume le Mauvais est élu roi de Sicile sans le consentement du pape[4] ; il est couronné le 14[5] (fin de règne en 1166).
- Printemps : le roi Louis VII épouse à Orléans Constance de Castille, fille d’Alphonse VII (morte en 1160)[6].
- Octobre : début d’une campagne de Frédéric Barberousse en Italie (fin en 1155)[7].
- 13 novembre : mort de Iziaslav II, grand-prince de Kiev. Rostislav Ier et Iouri Dolgorouki se disputent le trône[8].

- 3 décembre : Frédéric Barberousse tient une diète à Roncaglia, aux environs de Plaisance[9] ; il y tente d’imposer la paix aux villes italiennes et met Milan au ban de l’empire[10].
- 4 décembre : Nicholas Breakspear est élu pape sous le nom d’Adrien IV. Il est l’unique pape anglais (fin de pontificat en 1159)[4].
- 19 décembre : sacre à Westminster du roi d’Angleterre Henri II d’Anjou, premier roi Plantagenêt, et de la reine Aliénor par l’archevêque Thibaut du Bec (fin de règne en 1189)[11]. Ils sont les parents des futurs rois Richard Cœur de Lion et Jean sans Terre. Henri II, dont le domaine s’étend des Pyrénées à l’Écosse, est le roi le plus puissant d’Europe. Il passera vingt-et-une années de son règne dans ses possessions françaises.

- Pèlerinage du roi de France Louis VII à Saint-Jacques-de-Compostelle[12].
- Selon la tradition, Éric, futur roi de Suède, entreprend une croisade en Finlande afin d’y introduire le christianisme. Il bat les tribus finnoises mais ne parvient pas à tenir le pays. Un ecclésiastique anglais, Henri, devenu évêque d’Uppsala, reste en Finlande. Il est assassiné en 1156[13] (ou vers 1155-1157[14]).